# Senis
Senis (sardinsky: Sènis) je italská obec (comune) v provincii Oristano v regionu Sardinie. Nachází se ve výšce 256 metrů nad mořem a má 406 obyvatel. Rozloha obce je 16,06 km².